# Liga de Checoslovaquia de waterpolo masculino
La Liga de Checoslovaquia de waterpolo masculino era la competición más importante de waterpolo masculino entre clubes Checoslovacos. Desaparece en 1992 con la separación de Checoslovaquia.

## Historial
Estos son los ganadores de la liga:
- 1992: ŠKP Košice
- 1991: ŠKP Košice
- 1990: CH Kosice
- 1989:
- 1988: CH Kosice
- 1987: CH Kosice
- 1986: CH Kosice
- 1985: CH Kosice
- 1984: CH Kosice
- 1983: CH Kosice
- 1982: CH Kosice
- 1981: CH Kosice
- 1980: CH Kosice
- 1979: CH Kosice
- 1978: CH Kosice
- 1977: CH Kosice
- 1976: CH Kosice
- 1975: CH Kosice
- 1974: CH Kosice
- 1973: CH Kosice
- 1972: CH Kosice
- 1971: CH Kosice
- 1970: CH Kosice
- 1969: CH Kosice
- 1968: CH Kosice
- 1967: CH Kosice
- 1966: CH Kosice
- 1965:
- 1964: CH Kosice
- 1963: CH Kosice
- 1962: CH Kosice